# Жесткошёрстные мыши
Жесткошёрстные мыши, или жестковолосые мыши (Lophuromys) — род грызунов семейства мышиных.

## Внешний вид и строение
Это крепкие мышиные с относительно короткими ногами. Волосяной покров состоит из уникальных жёстких волосков. Окраска меха варьирует в зависимости от вида, от зеленовато-коричневого до серого и тёмно-коричневого. Некоторые виды имеют почти пурпурный оттенок шерсти, другие могут быть пятнистыми. Нижняя сторона тела ржавого, оранжевого, коричневого или кремового цвета. Хвост легко ломается и может быть утрачен, чтобы животное могло сбежать. Кожа легко рвется, особенно в стратегических позициях, таких как загривок. Поэтому, если животное будет схвачено за шиворот, оно способно освободиться, оставив нападающему клок меха с кусочком кожи.
Зубная формула: {\displaystyle I{1 \over 1}C{0 \over 0}P{0 \over 0}M{3 \over 3}=16}

## Распространение и места обитания
Живут в Африке южнее Сахары. Населяют влажные районы, возможно, предпочитая заросли трав.

## Паразиты
На жесткошёрстных мышах отмечены блохи семейства Xiphiopsyllidae.

## Питание и образ жизни
Они поедают больше животной пищи, чем большинство мышиных. Доля животной пищи в рационе колеблется от 40 до 100 % в зависимости от вида. В рацион входят насекомые и другие беспозвоночные, мелкие позвоночные, падаль и растительная пища.
Жесткошёрстные мыши одиночные животные и, как сообщается, дерутся, если их поместить вместе. Живут в неволе до 3-х лет.

## Систематика
В роде жесткошёрстных мышей выделяют 2 подрода и около 33 видов.
- Подрод Kivumys
  - Желтобрюхая жесткошёрстная мышь (Lophuromys luteogaster)
  - Краснобрюхая жесткошёрстная мышь (Lophuromys medicaudatus)
  - Жесткошёрстная мышь Вуснама (Lophuromys woosnami)
- Подрод Lophuromys
  - Конголезская жесткошёрстная мышь (Lophuromys angolensis)
  - Lophuromys ansorgei
  - Lophuromys aquilus
  - Lophuromys brevicaudus
  - Lophuromys brunneus
  - Lophuromys chercherensis
  - Lophuromys chrysopus
  - Lophuromys dieterleni
  - Жесткошёрстная мышь дуду (Lophuromys dudui)
  - Lophuromys eisentrauti
  - Желтоточечная жесткошёрстная мышь (Lophuromys flavopunctatus)
  - Lophuromys huttereri
  - Lophuromys kilonzoi
  - Lophuromys laticeps
  - Lophuromys machangui
  - Lophuromys makundii
  - Lophuromys margarettae
  - Чернокоготная жесткошёрстная мышь (Lophuromys melanonyx)
  - Lophuromys menageshae
  - Lophuromys nudicaudus
  - Lophuromys pseudosikapusi
  - Жесткошёрстная мышь Рахма (Lophuromys rahmi)
  - Lophuromys rita
  - Lophuromys roseveari
  - Lophuromys sabunii
  - Ржавобрюхая жесткошёрстная мышь (Lophuromys sikapusi)
  - Lophuromys simensis
  - Lophuromys stanleyi
  - Танзанийская жесткошёрстная мышь (Lophuromys verhageni)
  - Lophuromys zena